# Powiat Schweinfurt
Powiat Schweinfurt (niem. Landkreis Schweinfurt) – powiat w Niemczech, w kraju związkowym Bawaria, w rejencji Dolna Frankonia, w regionie Main-Rhön.
Siedzibą powiatu Schweinfurt jest miasto na prawach powiatu Schweinfurt, które do powiatu nie należy.

## Podział administracyjny
W skład powiatu Schweinfurt wchodzi:
- jedna gmina miejska (Stadt)
- trzy gminy targowe (Markt)
- 25 gmin wiejskich (Gemeinde)
- dwie wspólnoty administracyjne (Verwaltungsgemeinschaft)
- siedem obszarów wolnych administracyjnie (gemeindefreies Gebiet)

Miasta:
| Lp. | Nazwa miasta | Ludność (31.12.2011) | Powierzchnia km² |
| --- | ------------ | -------------------- | ---------------- |
| 1   | Gerolzhofen  | 6.537                | 18,35            |

Gminy targowe:
| Lp. | Nazwa gminy targowej | Ludność (31.12.2011) | Powierzchnia km² |
| --- | -------------------- | -------------------- | ---------------- |
| 1   | Oberschwarzach       | 1.376                | 24,51            |
| 2   | Stadtlauringen       | 4.198                | 63,62            |
| 3   | Werneck              | 10.317               | 73,56            |

Gminy wiejskie:
| Lp. | Nazwa gminy             | Ludność (31.12.2011) | Powierzchnia km² |
| --- | ----------------------- | -------------------- | ---------------- |
| 1   | Bergrheinfeld           | 5.129                | 19,87            |
| 2   | Dingolshausen           | 1.241                | 10,23            |
| 3   | Dittelbrunn             | 7.173                | 23,84            |
| 4   | Donnersdorf             | 1.978                | 26,97            |
| 5   | Euerbach                | 2.955                | 17,40            |
| 6   | Frankenwinheim          | 1.003                | 14,70            |
| 7   | Geldersheim             | 2.483                | 15,33            |
| 8   | Gochsheim               | 6.152                | 21,00            |
| 9   | Grafenrheinfeld         | 3.347                | 11,35            |
| 10  | Grettstadt              | 4.123                | 34,93            |
| 11  | Kolitzheim              | 5.380                | 59,02            |
| 12  | Lülsfeld                | 807                  | 11,20            |
| 13  | Michelau im Steigerwald | 1.119                | 14,15            |
| 14  | Niederwerrn             | 7.840                | 9,77             |
| 15  | Poppenhausen            | 4.046                | 39,13            |
| 16  | Röthlein                | 4.758                | 19,09            |
| 17  | Schonungen              | 7.806                | 81,03            |
| 18  | Schwanfeld              | 1.918                | 12,00            |
| 19  | Schwebheim              | 4.091                | 8,10             |
| 20  | Sennfeld                | 4.012                | 6,98             |
| 21  | Sulzheim                | 1.964                | 26,77            |
| 22  | Üchtelhausen            | 3.828                | 62,15            |
| 23  | Waigolshausen           | 2.788                | 23,74            |
| 24  | Wasserlosen             | 3.353                | 51,32            |
| 25  | Wipfeld                 | 1.094                | 5,24             |

Wspólnoty administracyjne:
| Lp. | Nazwa wspólnoty administracyjnej | Ludność (31.12.2011) | Powierzchnia km² | Liczba gmin |
| --- | -------------------------------- | -------------------- | ---------------- | ----------- |
| 1   | Gerolzhofen                      | 16.031               | 146,88           | 8           |
| 2   | Schwanfeld                       | 3.012                | 17,24            | 2           |

Obszary wolne administracyjnie:
| Lp. | Nazwa obszaru    | Ludność (31.12.2011) | Powierzchnia km² |
| --- | ---------------- | -------------------- | ---------------- |
| 1   | Bürgerwald       | niezamieszkany       | 8,04             |
| 2   | Geiersberg       | niezamieszkany       | 0,79             |
| 3   | Hundelshausen    | niezamieszkany       | 11,12            |
| 4   | Nonnenkloster    | niezamieszkany       | 1,21             |
| 5   | Stollbergerforst | niezamieszkany       | 4,18             |
| 6   | Vollburg         | niezamieszkany       | 1,46             |
| 7   | Wustvieler Forst | niezamieszkany       | 8,49             |